# 内閣情報会議
内閣情報会議（ないかくじょうほうかいぎ）は、日本の内閣における会議。

## 概要
内閣情報会議は、各情報関係機関の連絡調整によって、内閣の重要政策に関する国内外の情報を総合的に把握するため、1998年10月に内閣に設置された。内閣官房長官が主宰する関係省庁次官級の会議であり、年2回開催される。2008年3月の閣議決定により、参加省庁が増えたほか、政策立案への情報分析がより重視されることとなった。

## 組織
- 議長: 内閣官房長官
- 委員: 内閣官房副長官（政務2、事務1）、内閣危機管理監、内閣情報官、警察庁長官、防衛事務次官、公安調査庁長官、外務事務次官、海上保安庁長官、財務事務次官、金融庁長官、経済産業事務次官、国家安全保障局長。
- 合同情報会議